# Como uma Onda
Como uma Onda é uma telenovela brasileira produzida e exibida pela TV Globo de 22 de novembro de 2004 a 17 de junho de 2005, em 179 capítulos. Substituiu Cabocla e sendo substituída por Alma Gêmea. Foi a 65ª "novela das seis" exibida pela emissora.
Escrita por Walther Negrão, com colaboração de Jackie Vellego, Fausto Galvão, Lúcio Manfredi e Renato Modesto, teve direção de Vinícius Coimbra e Maria de Médicis, direção geral de Dennis Carvalho e Mauro Mendonça Filho e direção de núcleo de Dennis Carvalho.
Contou com Alinne Moraes, Ricardo Pereira, Mel Lisboa, Maria Fernanda Cândido, Herson Capri, Henri Castelli, Kadu Moliterno e Maytê Piragibe nos papéis principais.
Diferente da maioria das telenovelas, gravadas no eixo entre Rio de Janeiro e São Paulo, a trama se passava em Florianópolis e abordou temáticas de proteção ecológica como a pesca de espécies protegidas, a destruição das praias por grandes empresas, além dos torneios de surf.

## Enredo
No início da trama, Daniel Cascais, que nasceu nos Açores, vive um amor impossível com a bela e fogosa portuguesa Almerinda. O pai da moça, o conservador Almirante Figueroa, não aceita o namoro da filha, e contrata capangas para separar o casal. Assim, Daniel resolve fugir, disfarçando-se de guia turístico. Durante a fuga, ele se depara com o empresário brasileiro Sinésio Paiva e sua esposa, a hilária perua Mariléia, junto com as filhas Lenita e Nina, que logo se interessam pelo rapaz. Daniel também fica encantado com Nina, mas seu coração ainda bate forte por Almerinda e ele está disposto a enfrentar tudo por sua amada. Daniel e Almerinda marcam dia e hora para fugir de Portugal, mas os capangas do almirante interceptam o plano. Surrado e desacordado, Daniel é colocado sozinho em um transatlântico que ruma para o Brasil. Por ser um clandestino, Daniel fica preso no navio por ordem do comandante. Mas as irmãs Nina e Lenita, que também estão voltando para casa, aparecem mais uma vez para ajudá-lo. Assim, Daniel consegue se livrar da polícia e se atira no mar. 
As ondas acabam levando o estrangeiro para bem longe, mais precisamente até uma vila de pescadores em Santa Catarina, onde ele é resgatado por uma dupla de marinheiros, Quebra-Queixo e Querubim. Desconfiado, imundo e maltrapilho, Daniel mais uma vez ganha a praia e acaba descobrindo a dura realidade das ruas de um novo país, o Brasil. Sem fazer ideia do paradeiro do adorável açoriano, a família Paiva retorna ao Brasil. O descanso, porém, rapidamente é consumido por problemas nos negócios: Sinésio fica pasmo ao descobrir que está quase falido. Nada mal para os planos de seu sócio Jorge Junqueira, o temido J.J.. Os dois dividem o comando da empresa, mas apresentam perfis bem diferentes. Sinésio é um trabalhador que, com muito esforço, construiu um império e tornou-se um dos maiores nomes da indústria pesqueira. Já J.J. assumiu parte do comando da firma depois da morte de seu pai, e deseja se transformar no maior latifundiário marítimo do país.
Mas Lenita reencontra Daniel e consegue garantir para ele o emprego de mordomo de Mariléia. Pivô de uma disputa entre Lenita e Nina, Daniel se afasta das lembranças de Almerinda e se interessa cada vez mais por Nina. Aos poucos, as provocações iniciais entre os dois dão lugar a um grande amor. Só que o amor verdadeiro de Daniel e Nina será abalado por Lenita, que é apaixonada por Daniel e fará de tudo para tirar a irmã da vida dele. Só que Almerinda chega ao Brasil grávida, disposta a reencontrar seu grande amor e pai de seu filho, Daniel, porém será alvo das armações da mimada Lenita, que além de fazer de tudo para afastar a portuguesa, se alia a J.J., que por sua vez é apaixonado por Nina, para separar Nina e Daniel, sendo capaz de colocar a vida da irmã em risco.
Em Florianópolis, numa vila, vivem os pescadores da região. A bela Lavínia é uma mulher forte que mora com seu marido Amarante e tem um casamento apaixonado. Encontrou nesse homem um apoio para criar a filha Júlia, fruto de um relacionamento da adolescência. Sua sogra Francisquinha, uma senhora cega, é uma espécie de matriarca da aldeia e está sempre pronta para dar conselhos e solucionar conflitos. Entre os moradores há o mulherengo e hilário Pedroca, que adora um rabo-de-saia, enquanto a mulher, a batalhadora Idalina, dá duro na costura. Os dois são pais de Amanda e Floriano, onde este último é apaixonado desde a infância por Rosário, e juntos decidem formar uma nova vida.
Mas também há um homem instigante: Sandoval. Recém saído da prisão, ele luta para recobrar sua dignidade e achará naquele recanto um lugar para reconstruir sua vida. Ao chegar na vila, logo se encantará por Lavínia, colocando em xeque o casamento da quitandeira com Amarante. Ao decorrer da história, é descoberto que Lenita é irmã de Jorge e Encarnação e que foi adotada por Sinésio e Mariléia.
No capítulo 169 da novela, o vilão Jorge Junqueira é assassinado, caiu do penhasco pelo caminhão em que manteve Nina presa, mas não se sabe o responsável pelo assassinato ficando no ar o mistério ; várias pessoas são consideradas suspeitas do crime. No último capítulo descobre-se que o assassino era o personagem Eduardo Mendes (Menez), que matou Jorge para se vingar da morte do filho, que foi morto pelo vilão, e para salvar Nina e Daniel. Lenita se desculpa com os pais e com todos que prejudicou, Floriano e Rosário decidem adotar uma criança, Almerinda encontra um novo amor, o Médico João Gabriel, Sandoval se acerta com Encarnação e Lavínia com Amarante. Júlia e Querubim se casam juntamente com Nina e Daniel; após o casamento duplo, todos comemoram e seguem em direção ao mar cada um seus barcos.

## Elenco
| Intérprete             | Personagem                                 |
| ---------------------- | ------------------------------------------ |
| Alinne Moraes          | Mônica dos Santos Paiva (Nina)             |
| Ricardo Pereira        | Daniel Abílio Cascaes                      |
| Mel Lisboa             | Lenita dos Santos Paiva / Lenita Fernandes |
| Maria Fernanda Cândido | Lavínia Amarante                           |
| Herson Capri           | Sandoval Peixoto                           |
| Henri Castelli         | Jorge Junqueira (J.J.)                     |
| Kadu Moliterno         | Antônio Amarante (Amarante)                |
| Hugo Carvana           | Sinésio Paiva                              |
| Denise Del Vecchio     | Marileia dos Santos Paiva                  |
| Laura Cardoso          | Francisca Amarante (Francisquinha)         |
| Bianca Byington        | Maria da Encarnação Junqueira              |
| Joana Solnado          | Almerinda de Jesus Figueroa                |
| Elias Gleizer          | Bartolomeu Virgílio (Velho Bartô)          |
| Louise Cardoso         | Idalina Gomes do Espírito Santo (Dala)     |
| Tato Gabus Mendes      | Pedro Gomes do Espírito Santo (Pedroca)    |
| Cauã Reymond           | Floriano Gomes do Espírito Santo           |
| Sheron Menezzes        | Rosário Gonçalves                          |
| Ernani Moraes          | Lauriclenes (Quebra-Queixo)                |
| Dudu Azevedo           | Ângelo Flores Amarante (Querubim)          |
| Maytê Piragibe         | Júlia Amarante                             |
| Fernanda de Freitas    | Amanda Gomes do Espírito Santo             |
| Sérgio Marone          | Rafael Ferreira Prata (Rafa)               |
| Marcos Caruso          | Dr. José Carlos Prata                      |
| Débora Duarte          | Alice Ferreira Prata                       |
| Gustavo Haddad         | Conrado Ferreira Prata                     |
| Nill Marcondes         | Samuel Gonçalves (Samuca)                  |
| Antônio Grassi         | Roberto Augusto Pimpolho (Robusto)         |
| Débora Olivieri        | Ana Amélia Fernandes                       |
| Amandha Lee            | Ylana Castanho                             |
| Thaís Garayp           | Abigail Gonçalves (Biga)                   |
| Sirmar Antunes         | Balbino Gonçalves (Bino)                   |
| Mila Moreira           | Virgínia Lemos                             |
| Larissa Queiroz        | Carolina Lemos (Carol)                     |
| Paco Sanches           | Manjubinha                                 |
| Eduardo Lago           | Dr. Oswaldo                                |
| Inez Viegas            | Marli                                      |
| Yaçanã Martins         | Jackie                                     |
| Karine Carvalho        | Ana Amélia Fernandes Sobrinha (Memel)      |
| Adriana Alves          | Darci                                      |
| Rute Miranda           | Adélia                                     |
| Cláudia Santos         | Érika                                      |
| Bruna di Tullio        | Vanessa                                    |
| Amir Haddad            | Eduardo Mendes (Menez)                     |
| Pietro Mário           | Seu Capiba                                 |
| Ricardo Marecos        | Benvindo                                   |
| Arthur Lopes           | Rubens Junqueira Peixoto (Rubico)          |
| Sérgio Malheiros       | Franklin Gonçalves (Frank)                 |
| Guta Gonçalves         | Maria Eugênia dos Santos Paiva (Gigi)      |

### Participações especiais
| Intérprete          | Personagem                                       |
| ------------------- | ------------------------------------------------ |
| António Reis        | Almirante Frederico Figueiroa                    |
| Leonardo Vieira     | Dr. João Gabriel                                 |
| Paulo José          | Narrador (primeiro capítulo)                     |
| Gracindo Júnior     | Fernando                                         |
| Alexandre Paternost | Oscar                                            |
| Camilo Bevilacqua   | Nestor                                           |
| Clemente Viscaíno   | Garcia                                           |
| Bruno Giordano      | Inspetor Jorge                                   |
| Zulma Mercadante    | Neide                                            |
| Clarissa Freire     | Dolores                                          |
| Cecília Lage        | Célia                                            |
| Thomaz Veloso       | Pedro Gomes do Espirito Santo Neto (Pedroquinha) |

## Produção

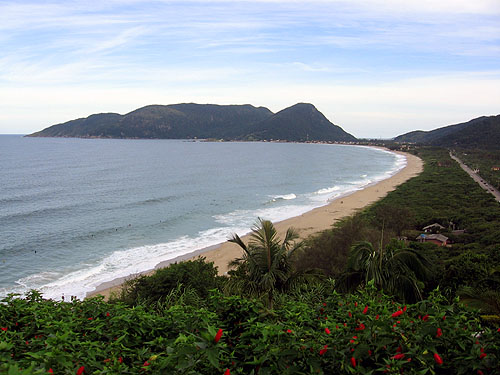
Como uma Onda foi ambientada nas praias de Florianópolis.

As primeiras cenas da história foram gravadas em Amarante, Lisboa e Guimarães, cidades de Portugal, onde iniciava-se a história do personagem Daniel antes de ser transferida para o Brasil. A trama se passava em Florianópolis, onde foram gravadas as cenas externas e os planos gerais, utilizando as praias e pontos turísticos da cidade como pano de fundo. A cidade cenográfica foi construída nos Estúdios Globo reproduzindo um vilarejo fictício da capital catarinense. Além disso, para evitar grandes despesas e locomoção de todo elenco, as cenas de surf e de praia eram gravadas no Rio de Janeiro e contrastadas com planos gerais de Florianópolis para simularem que se passavam nas praias da cidade.
Como uma Onda marcou a volta das tramas contemporâneas para o horário das 18 horas, após Chocolate com Pimenta e Cabocla. No entanto, devido a maior reciprocidade do público para novelas de época na faixa, outra novela contemporânea só viria a ocorrer quase cinco anos depois, com Negócio da China, tendo seis histórias ambientadas em décadas passadas entre elas. O elenco do núcleo da praia realizou workshops de preparação para absorver a vivência caiçara, sendo que o filme estadunidense Imensidão Azul foi utilizado como inspiração. J.J. era um nome tradicional nas novelas de Walther Negrão, anteriormente interpretado por Jorge Dória em Livre para Voar (1984) e João Carlos Barroso em Era uma Vez... (1998).

### Escolha do elenco
Originalmente Priscila Fantin foi convidada para viver a protagonista Nina, porém a atriz decidiu aceitar o convite de Walcyr Carrasco para protagonizar a trama que viria na sequência, Alma Gêmea, repetindo a parceria de Chocolate com Pimenta e Esperança, passando a personagem para Alinne Moraes. Lima Duarte foi o primeiro nome cogitado para o personagem Sinésio, mas o ator recusou alegando que precisava de férias após Da Cor do Pecado e o papel passou para Hugo Carvana. Deborah Secco faria a vilã Lenita, mas optou por protagonizar América e passou o papel para Mel Lisboa, que já não fazia mais parte do elenco fixo da emissora, e teve que realizara os testes para interpretar Lenita com outras cinco atrizes, ganhando o papel. A emissora cogitou colocar um ator brasileiro como o protagonista português com a intenção de valorizar seu próprio elenco, porém decidiu apostar em um ator diretamente de Portugal para dar mais veracidade, optando por Ricardo Pereira, que havia se destacado em seus papeis anteriores em seu país nativo.

## Exibição
Foi exibida pela Globo (Portugal) de Junho de 2020 a Janeiro de 2021 na faixa noturna e foi substituída por Aquele Beijo

### Outras Mídias
Nunca reprisada, foi disponibilizada na íntegra pelo Globoplay em 30 de janeiro de 2023, como parte do Projeto Resgate.

## Audiência
A trama estreou com 33 pontos. Sua menor audiência foi alcançada em 31 de dezembro de 2004, quando marcou apenas 17 pontos. O último capítulo marcou 31 pontos e a média geral da novela foi de 27 pontos, uma queda de 8 pontos em relação a antecessora Cabocla e a sétima menor audiência da história do horário das 18h até então, atrás apenas de Terras do Sem-Fim, Sabor da Paixão, Força de Um Desejo, Meu Pedacinho de Chão, A Padroeira e Pecado Capital (1998).

## Música

### Trilha sonora nacional
Como Uma Onda: Nacional foi a primeira parte da trilha sonora da telenovela, lançada oficialmente em 11 de dezembro de 2004 apenas com canções do repertório brasileiro, interpretadas em português. O ator português Ricardo Pereira ilustra a capa do disco, caracterizado como Daniel.
| Nacional       |                                       |                                |         |  |
| N.º            | Título                                | Artista                        | Duração |  |
| 1.             | "Supernova"                           | Skank                          | 3:05    |  |
| 2.             | "Nua"                                 | Ana Carolina                   | 3:35    |  |
| 3.             | "Grão de Amor"                        | Arnaldo Antunes e Marisa Monte | 3:44    |  |
| 4.             | "Provas de Amor"                      | Titãs                          | 3:40    |  |
| 5.             | "O Mesmo Amor"                        | Fábio Nestares                 | 2:54    |  |
| 6.             | "Faz de Conta"                        | Fagner                         | 4:05    |  |
| 7.             | "Jardim de Cores"                     | LS Jack                        | 3:11    |  |
| 8.             | "Sonhando o Futuro"                   | Beto Guedes                    | 3:04    |  |
| 9.             | "Vira Virou"                          | Crase                          | 3:10    |  |
| 10.            | "Pra Você Eu Digo Sim"                | Cídia & Dan                    | 3:45    |  |
| 11.            | "A Lua Girou (Sobre Tema Folclórico)" | Milton Nascimento              | 3:00    |  |
| 12.            | "Navega Coração"                      | Rafaella                       | 3:42    |  |
| 13.            | "Como Uma Onda (Zen Surfismo)"        | Lulu Santos                    | 4:03    |  |
| 14.            | "Rua da Praia"                        | Due Angeli                     | 3:54    |  |
| 15.            | "O Amor e o Mar"                      | Due Angeli                     | 3:54    |  |
| Duração total: | Duração total:                        | Duração total:                 | 58:49   |  |

### Trilha sonora internacional
Como Uma Onda: Internacional foi a segunda parte da trilha sonora da telenovela, lançada oficialmente em 15 de dezembro de 2004, apenas com músicas do repertório internacional, com canções interpretadas em inglês e espanhol – com exceção de "Eu Quero Te Levar", de Paulo Ricardo, que é interpretada em português e foi incluída como bônus por ter sido adicionada na novela após o lançamento da trilha sonora nacional. O ator Cauã Reymond ilustra a capa do disco, caracterizado como Floriano.
| Internacional  |                              |                     |         |  |
| N.º            | Título                       | Artista             | Duração |  |
| 1.             | "Sunday Morning"             | Maroon 5            | 3:05    |  |
| 2.             | "Sitting, Waiting, Wishing"  | Jack Johnson        | 3:35    |  |
| 3.             | "Fields Of Gold"             | Maxi Priest         | 3:44    |  |
| 4.             | "Other Side Of The World"    | KT Tunstall         | 3:40    |  |
| 5.             | "Somewhere Only We Know"     | Keane               | 2:54    |  |
| 6.             | "Stay With Me"               | Libera              | 4:05    |  |
| 7.             | "Angie"                      | Rolling Band        | 3:11    |  |
| 8.             | "Right To Be Wrong"          | Joss Stone          | 3:04    |  |
| 9.             | "My Boo"                     | Usher e Alicia Keys | 3:10    |  |
| 10.            | "I'll Do It Right This Time" | Sun Coast           | 3:45    |  |
| 11.            | "What You're Made Of"        | Lucie Silvas        | 3:00    |  |
| 12.            | "One"                        | Joe Cocker          | 3:42    |  |
| 13.            | "Te Quiero"                  | Erotik              | 4:03    |  |
| 14.            | "Eu Quero Te Levar"          | Paulo Ricardo       | 3:54    |  |
| Duração total: | Duração total:               | Duração total:      | 55:33   |  |